# Nova línia
En informàtica, nova línia és un  caràcter especial, o seqüència de caràcters, que indica el final d'una línia de text i el pas a la següent. Se li diu així perquè el caràcter a la dreta del nova línia apareixerà a la línia de sota dels caràcters que hi havia a l'esquerra, per tant en una línia nova.
La codificació del caràcter nova línia no és la mateixa en totes les  arquitectures ni  sistemes operatius, cosa que pot donar problemes quan s'intercanvien dades entre ordinadors.

## Finalitzador o separador
Encara es discuteix si el caràcter de nova línia hauria d'acabar o separar les línies.
Si s'usa com separador, un text amb les línies A, B, i C quedaria gravat així (representant el caràcter de nova línia amb \n):
A \n B \n C
Llavors, l'última línia (C) no té el codi de nova línia al final. Aquest comportament està poc recomanat, i alguns programes tenen problemes processant l'última línia d'un fitxer si no acaba amb una nova línia, així que la convenció general és tractar \n com a finalitzador:
A \n B \n C \n
Aquest canvi pot afectar en el recompte de línies d'un fitxer, però no dona problemes majors.

## Representacions
Les aplicacions i els  sistemes operatius normalment representen el caràcter nova línia amb un o amb dos  codis de control:
- Els sistemes basats en ASCII o en una codificació de caràcters compatible usen  LF  (salt de línia),  CR  (retorn de carro), o CRLF (CR seguit de LF):
  -  LF :   Unix i sistemes tipus Unix, Linux, AIX, Xenix, Mac OS X, BeOS,  Amiga, RISC i altres
  -  CR  +  LF : CP/M, MP/M, DOS, Microsoft Windows
  -  CR :   família Apple II i Mac OS fins a la versió 9
  -  LF  +  CR : Les antigues màquines d'escriure (per establir l'analogia amb les computadores)
- Els sistemes EBCDIC, principalment mainframes d'IBM incloent z/OS (OS/390), i5/OS (OS/400), usen  NEL  ( següent línia) com a caràcter per nova línia. EBCDIC també té caràcters anomenats CR i LF, però el valor numèric del LF és diferent del que s'usa en ASCII. Altres variants d'EBCDIC també usen  NEL  però amb un altre valor numèric assignat al caràcter.
- OpenVMS utilitza un sistema de fitxers basat en registres, i guarda els fitxers de text amb un registre per línia. Per tant, no s'emmagatzema cap finalitzador de línia, encara que el sistema pot afegir finalitzadors a cada línia de forma transparent quan una aplicació accedeix a les dades.

Els valors numèrics usats normalment són:
- CR :  decimal 13, hexadecimal 0D
- LF : decimal 10, hexadecimal 0A
- NEL : decimal 21, hexadecimal 15

El  CRLF  no és més que un darrere l'altre, per tant 0D 0A en hexadecimal.

## Protocols de xarxa
Molts  protocols d'Internet són textuals, és a dir, que envien línies de text per fer les peticions (a més d'usar codi binari).
Per això, han de controlar com s'ha de marcar el final de cada línia.
Per tradició, la majoria han funcionat usant el CRLF en el nivell de protocol. Per exemple, HTTP, SMTP,  FTP i IRC, entre d'altres.
No obstant això, alguns recomanen que les aplicacions també reconeguin un  LF .
A la pràctica, hi ha moltes aplicacions que acaben usant (incorrectament) el codi de nova línia del llenguatge de programació C, que és \n però té un valor que depèn de la plataforma (vegeu secció  Nl en llenguatges de programació, més avall).
Això causa problemes en comunicar amb sistemes que segueixen més fermament l'estàndard. Per exemple, l'administrador de correu qmail no accepta missatges de sistemes que enviïn només  LF  en lloc del  CRLF  requerit. Detalls, en anglès.

## Unicode
L'estàndard Unicode tracta el problema definint un gran nombre de caràcters que les aplicacions han de reconèixer com a finalitzadors de línia. Segons l'estàndard Unicode:
 LF :   Salt de línia,  u000A  

 CR :   Retorn de carro,  u000D  

 CR  +  LF :  CR  seguit per  LF  

 NEL :   Next Line,  u0085  

 FF :   Form Feed,  u000C  

 LS :   Line Separator,  u2028  

 PS :   Paragraph Separator,  u2029 
Sembla massa complicat enfront d'altres possibles solucions, com per exemple convertir tots els finalitzador a un sol caràcter com el  LF , però s'ha fet així perquè la conversió pugui ser bidireccional.
Si transformem un text EBCDIC canviant tots els  NEL  per  LF , i després ho volem tornar a EBCDIC, no sabríem si els  LF  de la nostra codificació corresponen a  NEL  o al mateix  LF  de EBCDIC.
En Unicode, es pot fer la transformació sense perdre informació, de manera que els programes segueixen podent reconèixer tots els tipus possibles de finalitzadors de línia.

## Història
ASCII es va desenvolupar simultàniament per l'ISO i el ASA, l'organització predecessora de ANSI. Durant el període 1963-1968, els esborranys (pre  estàndard) d'ISO permetien usar tant CRLF com  LF per marcar una nova línia, mentre que els esborranys de ASA permetien només CRLF.
El sistema operatiu Multics va començar a desenvolupar-se en 1964 i usava només  LF. Unix va seguir la pràctica de Multics, i sistemes posteriors van seguir a Unix.
La seqüència  CR LF  era comú en els primers ordinadors que tenien màquines de teletip (com el ASR33) com a dispositiu de terminal. Aquesta seqüència era necessària per posicionar el capçal de la impressora al principi d'una nova línia. Com aquesta operació no es podia fer en temps "1 caràcter", calia dividir-la en dos caràcters.
De vegades era necessari enviar  CR LF NUL  (sent  NUL  el caràcter de control que li mana "no fer res"), per assegurar-se que el capçal d'impressió parés de moure.
Després que aquests sistemes mecànics desapareguessin, la seqüència  CR LF  va deixar de tenir sentit, però tot i així s'ha seguit usant.
S'especula que QDOS (que Microsoft va comprar i renombró a MS-DOS) va adoptar CRLF per copiar la implementació usada per CP/M. També es diu que CP/M va triar  CR  +  LF  per introduir una clara incompatibilitat amb Unix, i així intentar evitar una possible denúncia de AT&T/ Bell, que deia que CP/M violava el copyright d'Unix perquè estava basat en Unix (segons aquesta teoria).
Altres creuen que CP/M s'assembla més als sistemes de DEC (com el RSTS/E) que a Unix. En qualsevol cas, aquesta convenció de QDOS va passar al següent sistema operatiu comercialitzat per Microsoft, el  Windows, i segueix igual en l'actualitat (2006).

## En llenguatges de programació
Perquè sigui més fàcil crear programes  portàtils, els  llenguatges de programació ofereixen  abstraccions per no haver de tractar amb les petites diferències entre sistemes.
El llenguatge de programació C permet usar les seqüències d'escapament \n (nova línia) i \r (retorn de carro).
No obstant això, aquestes no són equivalents a  LF i  CR en general.
L'estàndard C només garanteix dues coses:
1. Cadascuna d'aquestes seqüències es tradueix a un nombre que cap en un sol valor  char , i que depèn de la implementació.
2. Quan s'escriu a un  fitxer de tipus text (en contraposició a un arxiu binari), el \n es tradueix de forma transparent al codi de nova línia natiu del sistema, que pot ser de més d'un caràcter. Quan es llegeix en manera text, la seqüència de nova línia nativa es torna a traduir a \n. En mode binari no es fan aquestes traduccions.

En les plataformes Unix, on va néixer C, la seqüència que indica nova línia és el codi ASCII  LF ( 0x0A ), així que al principi es va fer que \n tingués aquest valor.
Llavors, com la representació interna i l'externa són idèntiques, la traducció que cal fer en mode text és nul·la, i manera text i binari es comporten de la mateixa manera.
Això ha fet que molts programadors ignorin per complet la distinció, cosa que afecta el programari desenvolupat, que deixa de ser portable.
Un altre problema comú és utilitzar  \n  en comunicar mitjançant un protocol de xarxa que requereix CRLF com a finalitzador. En Windows funcionarà, ja que  \n  es tradueix a la representació nativa, que és precisament  CR + LF , però en Unix produeix només  LF (la representació nativa del caràcter nova línia).
Utilitza  \r \n  en mode binari és una mica millor, però tampoc funciona en el cas general. El correcte és especificar els valors concrets, en mode, per exemple,  \x0D \x0A 
Perl i C++ ofereixen la mateixa interpretació de '\n' que C. C++ també té std :: endl, que és la representació d'una nova línia en el sistema subjacent i buida el stream després d'emetre. Perl té un 'binmode' per les traduccions literals a l'hora de llegir i escriure en fitxers.
 Java també proporciona les seqüències d'escapament  \n  i  \r , que sí que garanteixen que el seu valor serà  0x0A  i  0x0D  respectivament. Perquè un programa fet en  Java es vegi correctament en el notepad, cal posar  \r \n . Això cobra vital importància si es tracta de comunicar el nostre programa en Java amb un programa fet en C mitjançant un arxiu txt.
Les  biblioteques d'entrada / sortida de Java no tradueixen aquestes seqüències automàticament, com en C. En canvi, ofereixen funcions per escriure una línia completa afegint el codi natiu de nova línia, i funcions per llegir línies que accepten qualsevol seqüència com a finalitzador ( CR,  LF, CRLF).

## Problemes comuns
Les diferents representacions de la nova línia en els  sistemes operatius de vegades causen que en transferir un fitxer entre dos ordinadors, es mostri incorrectament.
Per exemple, en condicions normals, els fitxers creats en sistemes Unix o Apple Macintosh es veuran com una línia llarga en  Windows.
I al revés: els fitxers creats en un ordinador amb Windows es veuran estranys amb alguns editors, ja que el  CR  extra que Unix no necessita es mostrarà com un ^M  al final de cada línia.
El problema pot ser difícil de detectar si alguns programes manegen bé els finalitzadors de línia aliens però altres no. Per exemple, un compilador pot fallar amb estranys missatges d'error encara que el fitxer font es mostra correcte en la línia d'ordres o editor de text.
Els  navegadors web solen poder treballar amb pàgines codificades en qualsevol sistema, i els  editors de text moderns permeten no només obrir fitxers de qualsevol codificació, sinó convertir entre elles (vegeu  següent secció).
En transferir fitxers per  FTP, el client pot convertir automàticament entre diferents codificacions si està activat el mode de text. No obstant això, si s'usa aquesta manera per transferir un arxiu binari, el fitxer arribarà corrupte. Els programes solen usar heurístics per detectar si un fitxer és binari o no, però poden equivocar.

## Utilitats de conversió
En general, un editor de text és el programa més convenient per treballar amb fitxers que usen diferents finalitzadors de línia. La majoria d'editors moderns permeten qualsevol combinació amb els codis de control ASCII  CR  i  LF .
Malauradament, l'editor per defecte de  Windows (Notepad) no ho permet, encara que Wordpad si.
El programa de MS-DOS anomenat  EDIT  també es pot utilitzar per convertir un fitxer que usi els finalitzadors de línia de tipus Unix. Només cal obrir l'arxiu i tornar-lo a gravar.
En molts sistemes Unix es troben les utilitats  dos2unix  i  unix2dos , que transformen entre les codificacions CRLF (DOS/Windows) i LF (Unix). Hi ha diverses versions d'aquests programes, amb sintaxi una mica diferents.
Es pot utilitzar el programa  tr , que sí que està en qualsevol sistema tipus Unix, i que permet fer qualsevol tipus de transformació de caràcters.
Per passar de DOS / Windows a Unix, eliminar tots els  CR :
```
tr -d '\r' 
<
 
fitxer_entrada
 
>
 
fitxer_sortida
```

I en l'altra direcció: es pot convertir d'Unix a DOS amb Sed:
```
sed -e 's/$/\r/' 
fitxer_entrada
 > 
fitxer_sortida
```

En sistemes Unix hi ha el comandament  file , que permet identificar el tipus de finalitzadors de línia que utilitza una.